# Nowakowski (herb szlachecki)

Herb Nowakowski galicyjski

Nowakowski (Krociusz, Trzy Księżyce odm.) – polski herb szlachecki bazowany na herbie Krociusz włoskiego pochodzenia.

## Opis herbu
Znane są trzy warianty tego herbu. Najczęściej spotykany to: na błękitnym polu trzy srebrne księżyce odwrotnie, ułożone w dwóch rzędach. Nad hełmem w koronie trzy pióra strusie.
Herb pochodzi bezpośrednio od niemal identycznego herbu Krociusz (Strocki II), z tą jednak różnicą, że tam księżyce były ułożone w jednym rzędzie. Herb ten został przyznany po raz pierwszy rodzinie neofickiej Nowakowski w 1764 roku. Niestety dokument nobilitacyjny nie zachował się.
Niektóre opracowania heraldyczne najprawdopodobniej błędnie określają herb Nowakowski jako Krociusz czy Trzy Księżyce z uwagi na podobieństwo między nimi. W kilku herbarzach rodzina Nowakowskich jest określana jako herbu własnego lub też jako Trzy Księżyce, bez podawania opisu herbu.
M.Mises w książce Z rodu żydowskiego podaje:
Nowakowscy herbu Trzy Księżyce, W r. 1853 wylegitymował się w Radomiu Franciszek Nowakowski herbu Trzy Księżyce jako syn Franciszka, wnuk Tomasza i prawnuk Nowakowskiego, neofity litewskiego. Z tego samego rodu wylegitymowali się w Galicji w r. 1787 Stanisław.
W herbarzu Kaspra Niesieckiego czytamy pod hasłem herb "Trzy Księżyce" (t.9, s.142):
Tym się niegdyś herbem pieczętował Dyonizy, a po naszemu Dziwisz biskup Poznański, który według Długosza in Vit. Episcop. Posnan. zszedł z tego świata w r. 1106, atoli że żadnej familij w Polszcze nie masz, któraby się tym klejnotem szczyciła, dla tego ani go tu kładę, ani opisuję.
Księga Herbowa Rodów Polskich J.Ostrowskiego opisuje herb następująco:
- NOWAKOWSKI I, Strocyusz, Krocyusz, Trzy Księżyce odm. — W polu błękitnem - trzy złote półksiężyce: dwa i jeden rogami w prawo. Nad hełmem w koronie trzy pióra strusie. Herb rodziny Nowakowskich wylegitymowanej w Galicji r.1782 i 1787, w królestwie Polskiem zaś 1842. Pocz. szl. gal; Riet; Hef.; Bork.; Zapiski WP. Dziadulewicza

- NOWAKOWSKI II. — Na tarczy czterodzielnej w i czerwonem gęś w lewo, w II i III zielony — trzy srebrne strzały żelezcami do góry, w IV blękitnem — na pagórku zielonym drzewo. Labry bez barw. Herb rodziny polskiego pochodzenia w Prusiech. Sieb. III.2.234; Riet.

## Herbowni
Nowakowski

### Znani herbowni
- Stanisław Nowakowski (1763-1841) - szambelan
- Leon Nowakowski (?-1843)